# 科爾根航空

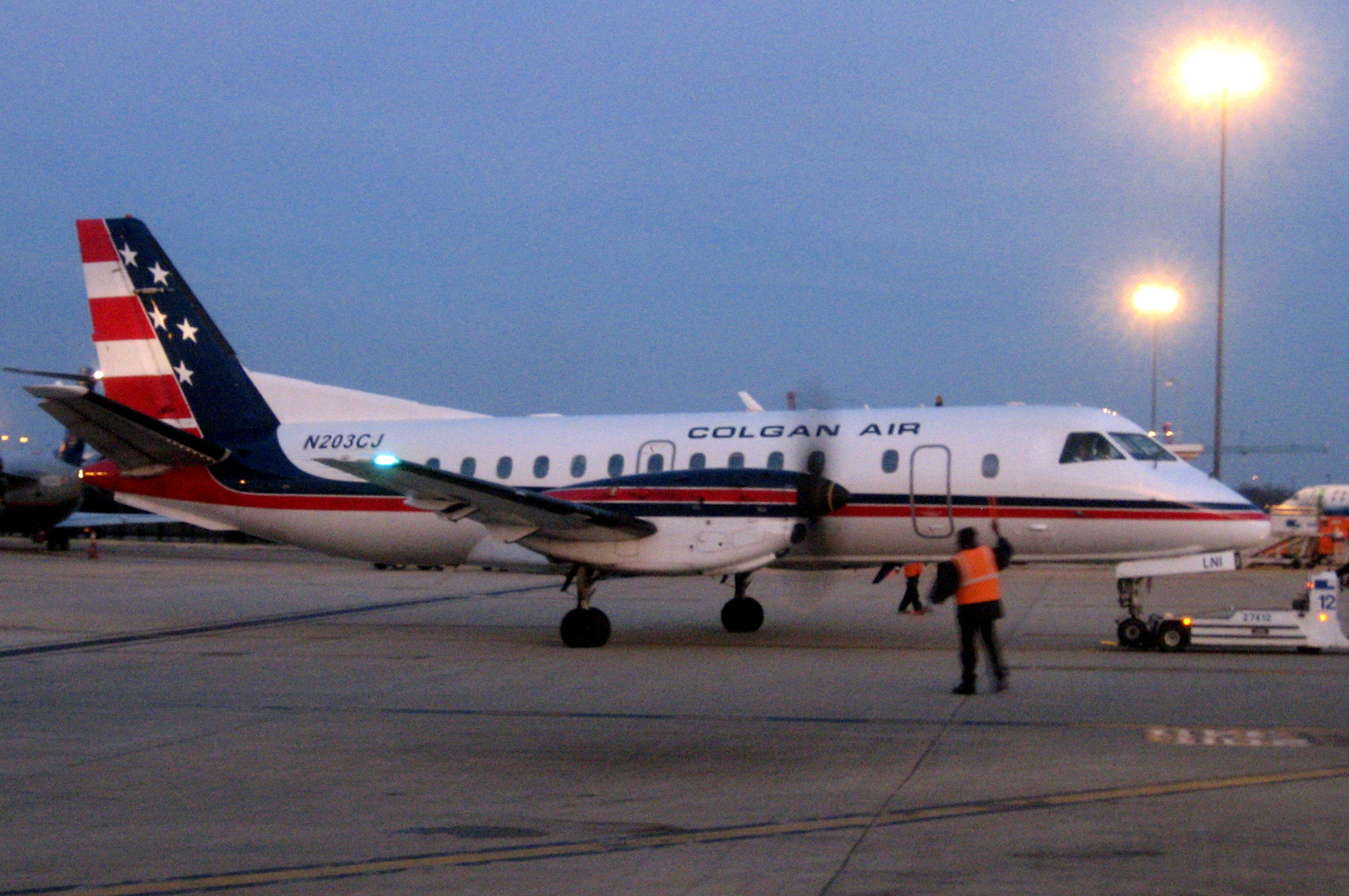
科爾根航空公司

科爾根航空公司（Colgan Air）是一家美國的航空公司，與美国大陆航空聯營接駁航班。自1999年成為全美快運航空成員，基地在弗吉尼亞州馬納薩斯市馬納薩斯區間機場。
科尔根航空公司的母公司尖峰航空（Pinnacle Airlines）宣布，由于大陆航空被联合航空吞并，科尔根航空公司的全部班机于2012年9月5日停飞。

## 致命意外
2003年8月26日，科爾根航空9446號班機在起飛不久後旋即墜海，機上2名駕駛全數罹難。調查後發現這架飛機在本次飛行前的維修中，升降舵的控制纜線被錯誤安裝，以致於做出與機組員相反的動作，報告中也認為機組員未確實執行起飛前檢查，而未發現此一維修錯誤。本次空難被收錄於空中浩劫第二十四季第七集Pitch Battle。
2009年2月12日，由科爾根航空運營的美國大陸連線3407號班機，準備在水牛城克拉倫斯（Clarence）市尼亞加拉國際機場降落時，因人為原因飛機失速墜毀在該市市郊的民居中，機上49人全部罹難。同時導致地面上1人死亡，4人受傷。本次空難也被收錄於空中浩劫第十季第四集Dead Tired，以及空難事件簿第二季第三集“疲勞駕駛（Pilot Fatigue）”。